# Jennifer O’Neill
Jennifer O’Neill (ur. 20 lutego 1948 w Rio de Janeiro) – amerykańska aktorka, modelka, pisarka.

## Filmografia

### Filmy fabularne
- 1970: Rio Lobo jako Shasta Delaney
- 1971: Lato roku 1942 (Summer of '42) jako Dorothy
- 1976: Niewinne (L'innocente) jako Teresa Raffo
- 1978: Karawany (Caravans) jako Ellen Jasper
- 1981: Skanerzy (Scanners) jako Kim Obrist
- 1994: Dzieje Apostolskie (The Visual Bible: Acts) jako Lidia

### Seriale TV
- 1984-85: Niebezpieczne ujęcia (Cover Up) jako Danielle Reynolds
- 1996: Mroczne dziedzictwo (Poltergeist: The Legacy) jako Lorraine Compton
- 1997: Nash Bridges jako Jenny